# Lynn Collins
Viola Lynn Collins (Houston, 16 mei 1977) is een Amerikaans televisie- en filmactrice. Ze werd in 2005 genomineerd voor een Golden Satellite Award voor haar rol als Portia in The Merchant of Venice en in 2009 voor een Teen Choice Award voor haar vertolking in X-Men Origins: Wolverine.
Collins was van 2014 tot 2016 getrouwd met Matthew Boyle, haar tweede echtgenoot. Samen met hem kreeg ze in 2015 een zoon. Collins was van 2007 tot 2013 getrouwd met acteur Steven Strait.

## Filmografie
*Exclusief televisiefilms
| - Rim of the World (2019) - Beneath Us (2019) - Dead Women Walking (2018) - Cowboy Drifter (2017) - The Hollow Point (2016) - Lost in the Sun (2016) - Matters of the Heart (2015) - Unconditional (2012) - John Carter (2012) - 10 Years (2011) - Angels Crest (2011) - Town Creek (2009) - X-Men Origins: Wolverine (2009) - City Island (2009) - Eavesdrop (2008) | - Uncertainty (2008) - Life in Flight (2008) - Nothing Is Private (2007) - Towelhead (2007) - Numb (2007) - The Number 23 (2007) - The Dog Problem (2006) - The Lake House (2006) - Bug (2006) - Return to Rajapur (2006) - The Merchant of Venice (2004) - 13 Going on 30 (2004) - 50 First Dates (2004) - Down with Love (2003) - Never Get Outta the Boat (2002) |

## Televisieseries
*Exclusief eenmalige gastrollen
- The Fix - Carys Daly (2019, twee afleveringen)
- Manhunt: Unabomber - Natalie (2017, zeven afleveringen)
- Covert Affairs - Olga Akarova (2014, drie afleveringen)
- True Blood - Dawn Green (2008, zes afleveringen)
- Haunted - Assistant D.A. Jessica Manning (2002-2008, acht afleveringen)

- Bibsys: 5057444
- Biblioteca Nacional de España: XX5397274
- Bibliothèque nationale de France: cb150830785 (data)
- Gemeinsame Normdatei: 1019808268
- International Standard Name Identifier: 0000 0000 7847 8603
- Library of Congress Control Number: n2013018871
- Nationale Bibliotheek van Tsjechië: pna2006334395
- Nationale Bibliotheek van Polen: a0000002275484
- Nederlandse Thesaurus van Auteursnamen: 343284227
- SNAC: w6qg0ng9
- Système universitaire de documentation: 128763388
- Virtual International Authority File: 49516428